# Odin (Illinois)
Odin è un villaggio degli Stati Uniti d'America, situato nello Stato dell'Illinois, nella contea di Marion.

## Geografia
Odin si trova a 38 ° 37,0′N 89 ° 3,2′O (38,6164, -89,0540). Secondo il censimento del 2010, Odin ha una superficie totale di 1 miglio quadrato (2,59 km²), tutta la terra.